# فرقة إس إس العاشرة فروندسبيرج
فرقة إس إس العاشرة "فروندسبيرج" (بالألمانية: 10. SS-Panzerdivision "Frundsberg") SS-Panzerdivision "Frundsberg")  فرقة مدرعة ألمانية تابعة لفافن إس إس خلال الحرب العالمية الثانية. جرت أول معارك الفرقة في أوكرانيا في أبريل 1944. بعد ذلك، تم نقل الوحدة إلى الغرب، حيث قاتلت الحلفاء في فرنسا وفي أرنهيم. تم نقل التشكيل إلى بوميرانيا، ثم قاتلت جنوب شرق برلين في منطقة لوزيتز حتى نهاية الحرب.

## غونتر غراس
كان الكاتب الألماني والحائز على جائزة نوبل غونتر غراس مدفعيا مساعدًا للدبابات لدى فرقة قوات الأمن الخاصة في سن 17 عام 1944. أصيب بجروح في معركة في 25 أبريل 1945 وأُلقي القبض عليه في المستشفى. 

## القادة
صورة
|  | {{{officeholder}}} |
|  | {{{officeholder}}} |
|  | {{{officeholder}}} |
|  | {{{officeholder}}} |
|  | {{{officeholder}}} |

## مناطق العمليات
- فرنسا، (يناير 1943 - مارس 1944 على تشكيل)
- الجبهة الشرقية، القطاع الجنوبي (مارس-أبريل 1944)
- بولندا (أبريل - يونيو 1944)
- فرنسا (يونيو - سبتمبر 1944)
- بلجيكا وهولندا (سبتمبر - أكتوبر 1944)
- ألمانيا الغربية، (أكتوبر 1944 - فبراير 1945)
- شمال غرب ألمانيا، (فبراير - مارس 1945)
- ألمانيا الشرقية وتشيكوسلوفاكيا، (مارس-مايو 1945)
- استسلام وحل